# Okrug Toplica
| Топлички округ Toplički Okrug | Топлички округ Toplički Okrug |
|                               |                               |
| ----------------------------- | ----------------------------- |
| Staat:                        | Serbien                       |
| Fläche:                       | 2.231 km²                     |
| Einwohner:                    | 90.600 (2011)                 |
| Hauptstadt:                   | Prokuplje                     |

Toplica (Топлички округ / Toplički okrug) ist ein Verwaltungsbezirk und erstreckt sich im südlichen Teil Serbiens.
Er besteht aus folgenden Gemeinden (opštine):
- Prokuplje
- Blace
- Kuršumlija
- Žitorađa

Dieser Bezirk hat laut Volkszählung 2011 eine Einwohnerzahl von 90.600. Der Hauptverwaltungssitz ist die Stadt Prokuplje.
Der Hisar ist ein Berg hinter der Stadt Prokuplje und steht für das Stadtsymbol. Auf seinem Fuße ist eine Burg, „Jug Bogdan“, die nach einem angeblichen Helden der Schlacht auf dem Amselfeld benannt ist.
Die Kirche Sv. Prokopije aus dem 10. Jahrhundert steht in Prokupljes Umgebung. Es gibt auch eine römisch-katholische Kirche ganz in ihrer Nähe und zeigt den Einfluss der italienischen Pilger im 15. und 16. Jahrhundert.
Es gibt keinen starken Industriefaktoren in diesem Bezirk. Die am meisten bekannten sind „Prokupac“, ein Hersteller von alkoholischen Getränken, „Hissar“, ein Nahrungshersteller, „FOM“, ein Metallwerk und „Topličanka“, eine Baumwollfabrik.
Koordinaten: 43° 12′ N, 21° 30′ O